# 요안니스 안드레우
요안니스 안드레우(그리스어: Ιωάννης Ανδρέου)는 그리스의 수영 선수이다. 그는 아테네에서 열린 1896년 하계 올림픽에 참가 했다.
안드레우는 1200m 자유형 경기에 참가했다. 7명의 참가자 중 21분 3초 4의 기록을 세워서 18분 22초 2의 기록을 세워서 우승한 알프레드 하요스의 뒤를 이어서 2위를 차지했다.